# 红楼梦年谱
红楼梦大事列表，又称红楼梦年谱，是“红学”研究中的一个分支，最早为民国文人张笑侠先生提出，当代周汝昌先生在其《红楼梦新证》（1953年）一书中也做过一个《红楼纪历》。但是各家各派对此仍有自己看法，至今没有一致性的定论。

## 前八十回

### 元年[2][3]
- 四月二十八[4]（或八月[5]），甄士隐梦入太虚幻境，石头入红尘，贾宝玉降生，英莲3岁[6]。

- 八月十五，士隐赠银。

- 八月十六，雨村动身进京应试。

### 三年
- 正月十五，英莲5岁[7]被拐。

- 三月十五，葫芦庙大火。

### 四年
- 甄士隐出家。

- 贾元春入宫[8]。

### 五年[9]
- 贾雨村纳娇杏。

### 六年
- 贾雨村做林宅西席，林黛玉5岁[10]。

### 七年
- 夏[11]，黛玉母亲病逝[12]。

- 秋，贾雨村遇冷子兴，贾琏约20岁[13]，王熙凤嫁到贾府两年[13]，王熙凤17岁[14]，贾蓉16岁[15]。

- 秋月初二[16]，贾雨村护送林黛玉动身。

### 八年[17]
- 正月[18]，林黛玉7岁（13岁[19]）入贾府，贾迎春8岁[20]，探春7岁，惜春6岁，贾宝玉8岁[21]，贾母71岁[22]。雪雁10岁[23]。

- 次日，众姊妹到李纨处，贾兰5岁[24]（4岁[25]），李纨约20岁[26]。王夫人获知薛蟠犯案[27]。

- 秋[28]，贾雨村判案，薛蟠12岁（15岁[29]），英莲12岁[30]（10岁[31]）改名香菱。

### 九年
- 春[32][33]，薛宝钗11岁[34]（13岁[35]）入贾府。

- 腊月，宁府赏梅。贾宝玉9岁，初试云雨情，袭人11岁[36]，贾蓉18岁[37]，秦可卿18岁[38]。

### 十年[39][40]
- 八月二十[41]，秦可卿病。

- 九月初二[42][43]，刘姥姥一进荣国府，大姐儿3岁[44]，王熙凤20岁[45]，平儿15岁[46]。薛宝钗谈冷香丸，周瑞家的送宫花，看香菱像秦可卿。

- 九月初三，王熙凤带宝玉访宁府，焦大骂街，宝玉认识秦钟，两人同龄10岁[47]。

- 九月初五[48][49]，尤氏秦氏摆戏酒，宝玉看宝钗项圈，讨药丸吃，紫鹃派雪雁给林黛玉送手炉，宝玉给晴雯9岁[50]（12岁[34]）捂手，怒骂李嬷嬷。

- 九月十二，闹学，贾蔷16岁[51]。

- 九月十三[52]，张太医开药方，贾蓉19岁，贾珍38岁[53]，贾惜春8岁[54]，尤氏33岁[55]。

- 九月十五[56][57]，菊花盛开，贾敬生日，贾母不出席，秦可卿卧床不起，贾瑞（23岁[58][59]）见王熙凤（21岁）。

- 十一月[60]，贾瑞到荣府找王熙凤。

- 十一月三十，冬至[61]。

- 十二月初二[62]，王熙凤探望秦可卿，一诓贾瑞。

- 十二月初五[63]，王熙凤二诓贾瑞。

### 十一年[64]
- 夏（年初[65]），贾瑞看风月宝鉴正面死。

- 九月[66][67][68][69]，林如海病，黛玉回乡探亲。

- 九月初三[70]，林如海死。

- 十月中[71][72]，秦可卿（20岁）死，托梦王熙凤留下“三春去后诸芳尽，各自须寻各自门”谶语，贾蓉20岁[73]。

- 十二月初[74]，秦可卿出殡，宝玉见北静王，王熙凤弄权。

- 十二月中，贾政（48岁[75]）生日，元春28岁[76]（38岁[77]）加封贤德妃。

- 十二月底[78]，贾琏和黛玉回贾府。贾雨村同路回。

- 十二月底，贾琏叹息香菱（14岁）被薛蟠纳妾。

- 十二月底，修造大观园动工。

- 十二月底，秦钟（11岁）死。

### 十二年
- 三月[79][80]，宝玉大观园试才[81]。

- 三月，黛玉剪香囊。

- 三月，从姑苏采买12女孩住梨香院学戏（薛姨妈家另搬到园子东北角），贾蔷总管。

- 三月，妙玉（18岁[82]）进大观园。

- 十月底，大观园工程大体完备[83]。

### 十三年[84]
- 正月十五[85]，元春省亲，点戏《豪宴》《乞巧》《仙缘》《离魂》。

- 正月十七[86]，宝玉访袭人家，李嬷嬷吃奶酪，袭人15岁（18岁[87]）规劝宝玉。

- 正月十八，宝玉编香芋，李嬷嬷骂袭人，宝玉给麝月梳头。

- 正月十九[88]，宝玉（13岁）批贾环（11岁[89]）。

- 正月十九，史湘云（12岁[90][91]）来了。宝玉黛玉拌嘴。

- 正月二十，宝玉在黛玉处洗脸，袭人生气，宝玉给四儿起名。

- 正月二十，大姐儿出麻疹，贾琏（27岁）与多姑娘（20岁[92]）通奸，平儿遮掩。贾母提议为薛宝钗办生日。

- 正月二十一，宝钗（15岁[93]）在贾母内院过生日[94]，点戏，王熙凤说小旦像一个人。宝玉哄湘云黛玉。

- 正月二十二，猜灯谜，贾政关心贾兰（10岁）。

- 正月下旬，贾芹领命管理家庙。

- 二月上旬，贾政传命宝玉入园，金钏问宝玉吃胭脂否。

- 二月二十二[95]，宝玉和众姐妹搬入大观园。薛宝钗住了蘅芜苑，林黛玉住了潇湘馆，贾迎春住了缀锦楼，探春住了秋爽斋，惜春住了蓼风轩，李氏住了稻香村，宝玉住了怡红院。

- 三月中[96]，宝玉（13岁[97]）黛玉（13岁）偷看禁书《会真记》，梨香院门口黛玉遇香菱，宝玉戏鸳鸯，宝玉认贾芸干儿子。

- 三月，倪二借钱给贾芸。

- 三月，小红倒茶，秋纹骂小红。

- 三月下旬，王子腾夫人生日，贾环烫宝玉。

- 三月下旬，赵姨娘请马道婆弄鬼，宝玉（13岁[84]），王熙凤疯魔。

- 四月二十四，经33天[98]静养，宝玉痊愈，搬回大观园。

- 四月二十五[99]，小红蜂腰桥传蜜意，宝玉闻黛玉吟“每日家情思睡昏昏”，薛蟠请宝玉吃酒，宝钗来看宝玉，晴雯不给黛玉开门。

- 四月二十六[100][101][102][103]，芒种祭花神，宝钗扑蝶，小红（17岁[104]）攀王熙凤，黛玉葬花，冯紫英请客，蒋玉菡赠巾，元春赏端午节礼。

- 四月二十七，宝玉看宝钗红麝香珠。

- 五月初一，贾母打醮，张道士提亲，贾母谢绝。出现贾珍贾蓉婆媳[105]。

- 五月初二，黛玉生气，宝玉砸玉，王夫人出现。

- 五月初三，薛蟠17岁生日请戏，贾母论宝玉黛玉小冤家。

- 五月初四[106]，宝钗讽刺宝玉负荆请罪，龄官画蔷，金钏15岁[107]被撵，宝玉丢金麒麟，袭人被踢。

- 五月初五[108]，晴雯12岁（15岁）撕扇。

- 五月初六，湘云来访，金钏跳井，贾政打宝玉，王夫人50岁[109]。

- 五月初七，玉钏尝羹，莺儿（16岁[110]）打络。

- 六月：王夫人给袭人涨月例。

- 六月，宝钗听宝玉梦语木石前盟。

- 七月，龄官拒唱，贾蔷放雀。

- 七月，薛姨妈过生日[111]。

- 八月二十[112]，贾政点学政外派。

### 十五年[114]
- 八月二十二，结海棠诗社，李纨28岁，迎春16岁[115]（17岁[114]），探春14岁（15岁），惜春13岁（15岁）。晴雯，秋纹，麝月嘲笑袭人。

- 八月二十三，宝玉邀请湘云14岁（15岁[114]）入社。

- 八月二十四，湘云做东藕香榭，请贾母和大家吃蟹赏菊，李纨（28岁）摸平儿（20岁）。刘姥姥（75岁）二进荣国府，贾母70多岁[116][117]（78岁[118]）。

- 八月二十五，贾母大观园秋爽斋和缀锦阁两宴刘姥姥，鸳鸯发牌。栊翠庵品茶，妙玉21岁。

- 八月二十五[119]，刘姥姥给大姐儿（9岁[120]）起名巧哥儿。

- 八月二十五，宝钗审黛玉，惜春开始画大观园。

- 八月二十七，贾母策划凤姐生日，让尤氏管份子钱操办。

- 九月初二，已故金钏生日[121]，宝玉祭奠。王熙凤（27岁）生日[122]，贾琏和鲍二家的通奸，平儿挨打。

- 九月初三，鲍二家的上吊，众姐妹邀凤姐入诗社出银子。

- 九月，黛玉做《秋窗风雨夕》，14岁（15岁[123]），宝钗送燕窝。

- 九月，贾赦（53岁[117]）欲讨鸳鸯（20岁[124]）。

- 九月十四[125]，柳湘莲打薛蟠。

- 十月[126]，薛蟠南下，香菱入大观园。

- 十月，贾雨村没收石呆子古扇，贾赦打贾琏，香菱（18岁）学诗。

- 十月，薛宝琴、邢岫烟、李纹、李绮进贾府，宝琴住贾母处，岫烟住迎春处，李纹李绮住李纨处，薛蝌住薛蟠处。史侯外任，贾母让湘云留住贾府，与宝钗同住。

- 十月底[127][128]，下雪，湘云芦雪庵烤鹿肉，平儿丢镯，贾母问薛宝琴的生辰八字。

- 十一月中[129]，袭人母丧回家，晴雯着凉。

- 十一月中，晴雯撵坠儿，补裘。

- 腊月，贾雨村补授大司马，乌进孝宁府送年货。

- 除夕，在宁府祭祖，出现贾蓉妻子。

### 十六年
- 正月十五，荣国府元宵夜宴，鸳鸯袭人诉苦，贾母评论女先儿说书。

- 正月十五后，太妃病，王熙凤小产。

- 二月[130]，李纨探春宝钗理家。

- 二月，江南甄家家眷来访，贾宝玉梦甄宝玉。

- 二月，紫鹃试宝玉。

- 二月，薛姨妈生日[131][132]（七月也是薛姨妈生日[133]），薛蝌邢岫烟定亲。

- 二月，岫烟当衣。

- 三月，“老”太妃薨，十二官解散。

- 清明[134]，宝玉未痊愈，走路拄杖，藕官祭菂官，芳官吹汤。

- 四月，平儿修理春燕娘。

- 四月，司棋砸厨房。

- 四月，平儿安抚玫瑰露事件，贾环误会彩云。

- 四月二十六[135][136][137][138]，宝玉生日，也是宝琴、岫烟、平儿、四儿的生日，湘云醉卧，香菱换裙，怡红院庆寿，麝月抽荼蘼花签。

- 四月二十七，宝玉发现“槛外人妙玉恭肃遥叩芳辰”贴，贾敬吃丹砂而死。

- 五月初四[139]，贾敬灵柩进城。

- 七月初[140][141]，黛玉祭五美。

- 六月初三[142]，贾琏（29岁）偷娶尤二姐（不到24岁[143]，或19岁[144]）。

- 七月，贾琏一赴平安州见节度，路上遇薛蟠柳湘莲，为三姐订亲。

- 八月底[145]，尤三姐自刎。

- 十月初[146]，贾琏二赴平安州。

- 十月十五，王熙凤接尤二姐入贾府。

- 十月底，王熙凤闹宁府。

- 十一月中，贾琏回，娶秋桐为妾，秋桐属兔，17岁。当年为羊年，红楼一年为龙年。

- 十二月底，尤二姐吞金。

### 十七年[147]
- 三月初一[148]，黛玉做《桃花行》，重建诗社，湘云建议改名桃花社[149]。

- 三月初三[150]，探春生日。

- 三月下旬[151]，宝玉应付功课。

- 三月下旬[152]，史湘云填《柳絮词》。

- 三月下旬，众钗大观园潇湘馆外放风筝。
- 五月初[153]，王子騰之女許與保宁侯之子為妻。

- 七月，贾政回京休假。

- 七月二十八，招待南安王太妃等，八月初三贾母80大寿，七月二十八开庆至八月初五[154][155]。

- 八月初三，贾母（80岁）生日。

- 八月初三，周瑞家的绑两婆子，林之孝家的为求情小丫头支招。

- 八月初四，贾府家宴，邢夫人为两婆子求情。

- 八月初四，鸳鸯看见司棋与人相会。

- 八月初八[156]，鸳鸯安慰司棋。

- 八月初八，贾琏求鸳鸯借用贾母金器做抵押。

- 八月初八，来旺家求凤姐说情娶彩霞为儿媳。

- 八月初八，晴雯献计让宝玉装病。

- 八月初九，探春告状。

- 八月十二，贾母罚赌，邢夫人见傻大姐捡荷包，王善宝家的告晴雯，晴雯顶撞王夫人，抄检大观园，晴雯摔箱，探春保护丫鬟，打王善宝家的耳光。

- 八月十三[157]，惜春要尤氏领回丫鬟入画，尤氏听说甄家被抄，有家人来榮府。

- 八月十四，贾珍聚赌，尤氏将近40岁[158]。

- 八月十五，贾母凸碧山庄中秋赏月，黛玉、湘云凹晶馆对联，王熙凤和李纨生病，晴雯病重，宝玉牵挂。

- 八月十七[159]，王夫人撵晴雯，四儿，芳官。

- 八月十九，王夫人告知贾母撵走晴雯之事，晴雯16岁[160]（19岁[161]）死。

- 八月二十，贾政征林四娘诗，贾兰14岁[162]（13岁[163]），贾环15岁[164]。宝玉做《芙蓉女儿诔》。

- 八月下旬，迎春要出嫁，搬出大观园，宝玉到紫菱洲一带地方徘徊瞻顾，遇到香菱。

- 八月下旬，宝玉生病。

- 九月，薛蟠（21岁）回来，娶夏金桂（17岁[165]）。香菱19岁。

- 九月，迎春（18岁）出嫁。

- 九月[166]，迎春回门。

## 后四十回

### 十七年
- 九月，四美钓鱼。

- 九月，宝玉再入家塾。

- 九月，黛玉惊梦，元春染恙。

- 九月，贾环摔药。

- 九月，北静王生日。

- 九月（或二月十二[167]），贾政升郎中，贾府摆堂会，林黛玉过生日[168]。

- 九月，薛蟠入狱。

- 九月，周贵妃薨。

- 九月[169]，宝玉黛玉潇湘馆论琴。

- 九月，宝钗转信黛玉祝贺生日。

- 九月[170]，探春等看望黛玉。

- 九月[171]，黛玉看见儿时与宝玉吵架剪断的香袋。

- 九月，妙玉走火入魔。

- 十月中旬[172]，雪雁告诉紫鹃听人说宝玉定亲了。

- 十一月初一[173]，巧姐读《女孝经》。

- 十一月初一[174]，冯紫英卖母珠。

- 十一月，包勇投奔贾府。

- 十一月，匿名帖揭发水月庵贾芹丑闻。

- 十一月[175]，海棠开花。

- 十一月，宝玉失玉。

- 十二月十九，元春薨，43岁[176]（33岁[177]）。

### 十八年[178]
- 正月十五或十六[179]，王子腾回京途中暴病而亡。

- 二月，贾政放江西粮道。

- 二月，黛玉焚稿。

- 二月，薛宝钗（20岁）嫁宝玉。

- 二月，林黛玉（17岁）死。

- 秋[180][181]，王熙凤大观园遇秦可卿幻影，29岁（25岁[182]）。

- 秋初一，王熙凤散花寺抽签。

- 秋，探春（17岁）远行出嫁。

- 秋，尤氏怪病。

- 秋，金桂毒香菱误食身亡。

### 十九年[183][184]
- 正月，贾政被参回京。

- 正月十五[185]，查抄宁荣二府。

- 正月[186]，湘云（18岁）出嫁。

- 正月十九[187][188]，湘云回门看望贾母。

- 正月二十，迎春回。

- 正月二十一，宝钗生日，迎春走。

- 正月底，宝玉错把五儿当晴雯。

- 正月底[189]，迎春去世。

- 二月，史湘云丈夫暴病。

- 二月，贾母83岁[190]去世 ，鸳鸯（24岁）悬梁自尽。

- 三月，赵姨娘抽风死。

- 四月，刘姥姥三进荣国府，王熙凤把巧姐托付刘姥姥。

- 五月，王熙凤30岁（26岁）死。

- 六月，江南甄老爷来访。

- 七月，舅舅卖巧姐（13岁[191]）。

- 七月，惜春（17岁）剪发出家，紫鹃出家。

- 七月，平儿（24岁）派车把巧姐送刘姥姥。

- 八月初四[192][193]，宝玉贾兰（16岁[194]）入场科考。

- 秋，宝玉（19歲[183]）离家出走。

- 冬[195]，贾政毘陵驛遇宝玉。

- 冬，袭人（21岁）出嫁，香菱难产而亡。